# Triangle d'émeraude (Asie du Sud-Est)
Ne doit pas être confondu avec Triangle d'émeraude ou Triangle d'or (Asie).
Le Triangle d'Émeraude est la région frontalière d'Asie du Sud-Est, partagée entre le Cambodge, le Laos et la Thaïlande.
Le nom « Triangle d'Émeraude » a été inventé en 2000 dans le cadre d'un projet de coopération internationale visant à promouvoir le tourisme et le développement économique de la région. Ce nom, qui fait référence à l'environnement luxuriant de la région, est un jeu de mots avec la région préexistante du Triangle d'Or entre le Laos, la Thaïlande et la Birmanie. Au sens large, le Triangle d'Émeraude couvre des zones dans sept provinces des trois pays : Preah Vihear, Oddar Meanchey et Stung Treng au Cambodge, Salavan et Champassak au Laos, et Ubon Ratchathani et Sisaket en Thaïlande. Au sens strict, il désigne le tripoint de frontière entre les trois pays, situé près du col de Chong Bok (ceb) (chaîne de Dangrek). Ce col culmine à 330 mètres.
De 1985 à 1987, pendant la troisième guerre d'Indochine (en), la région de Chong Bok fut le théâtre d'affrontements armés alors que les forces vietnamiennes faisaient des incursions (en) dans la région frontalière entre le Cambodge et la Thaïlande où les Khmers rouges étaient basés. Après la fin des hostilités, un pavillon fut construit au tripoint comme symbole d'amitié en 1993.